# Palazzo Gianni-Lucchesini-Vegni

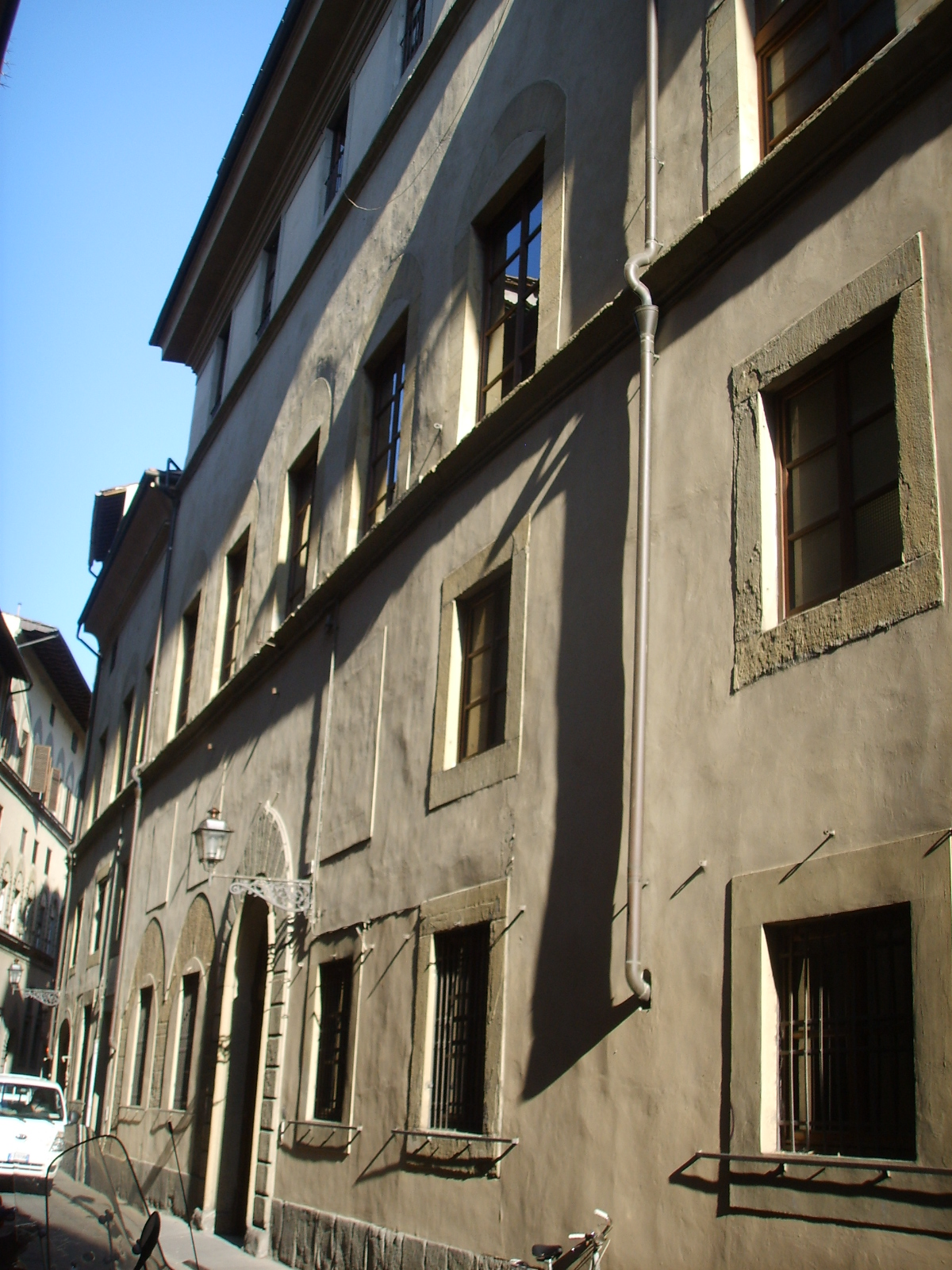
Fachada do Palazzo Gianni-Lucchesini-Vegni.

O Palazzo Gianni-Lucchesini-Vegni é um palácio de Florença que se encontra na Via San Niccolò nº 91 a 95.

## História

### A família Gianni
Os primeiros proprietários doram os Gianni, e destes há memória na Chiesa di San Niccolò Oltrarno. De facto, à esquerda da abside encontra-se a "Cappella Gianni", em cuja parede se vê o cenotáfio de Astorre Gianni, Comissário da República Florentina na guerra contra Lucca (1429), juntamente com Rinaldo degli Albizi. Um outro membro da família Gianni foi Ruggero, gonfaloneiro de justiça da República florentina.

### O palácio

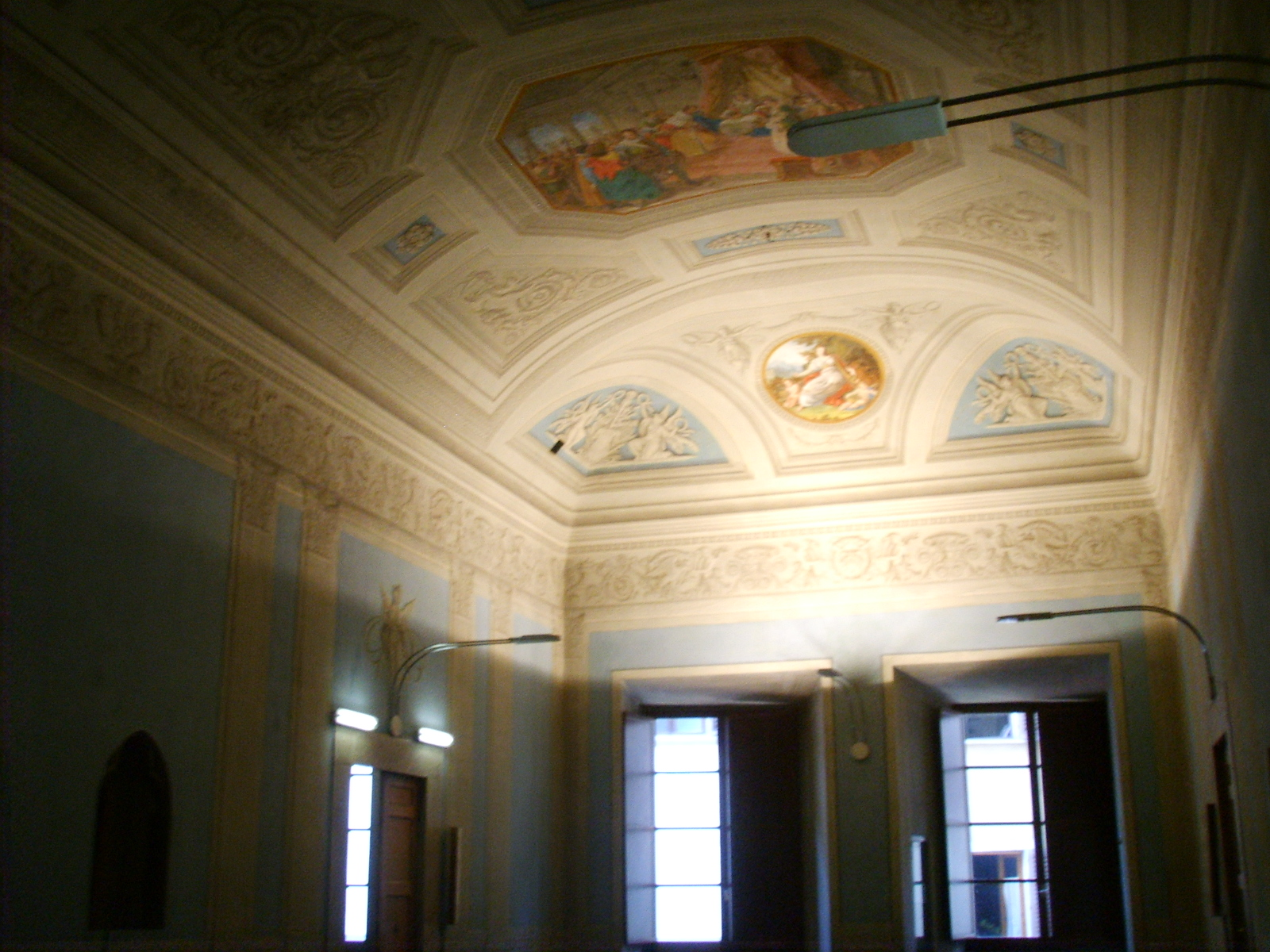
A Galleria.

A configuração actual deste palácio deve-se à união doutros edifícios do século XIV, graças a intervenções estruturais que se sucederam ao longo dos anos. O núcleo mais antigo é uma casa-torre do século XIII, que em 1584 ainda apresentava as ameias como coroação, como testemunha a planta de Stefano Bonsignori, daquele ano, que hoje se encontra no Museo di Firenze com'era. Pertencia aos Gianni, família originária de Bisticci, próximo de Quarrata. O pátio mantém ainda hoje o aspecto do século XIV.
O palácio foi mandado reorganizar uma primeira vez, unindo vários edifícios, por Gherardino Gianni, examinador das moedas por conta do Rei de Nápoles, que entragou a tarefa a vários arquitectos entre 1611 e 1658. Daquela intercenção resta actualmente a escadaria, realizado cerca de 1624 por Giulio Parigi. Em 1683, Pierfrancesco Silvani realizou novas câmaras no primeiro andar, sobre o lado este. No final do século XVII também trabalhou aqui Antonio Maria Ferri, que realizou a loggia debruçada sobre o jardim interno, com um terraço no topo, e a galeria.
No início do século XVIII, o arquitecto Rodolfo Giannozzi criou um jardim à italiana com uma pequena gruta artificial, ainda existente mas, infelizmente, em completo estado de degradação. Pelo jardim, foi criada uma série de caminhos e percursos decorados com estátuas, além de terraços panorâmicos voltados para a colina de Montecucco.
O palácio foi vendido uma primeira vez, durante o período do Reino da Etrúria, a Vittoria Daddi, esposa do Marquês Bourbon di Sorbello, sendo adquirido depois, em 1828, pelos Lucchesini, que encarregaram o arquitecto Giuseppe Martelli de renovar todo o edifício, dando-lhe o aspecto actual. Este redesenhou, sobretudo, os ambientes internos, mandando decorar as salas com afrescadores e estucadores, com pavimentos à veneziana. O jardim foi recriado segundo um desenho à inglesa.
Em 1860, tornou-se proprietário do palácio Angelo Vegni, o qual mandou realizar uma elevação do pavimento do palácio, demolir as antigas ameias e reconstruir a fachada segundo o sóbrio estilo que ainda se vê actualmente.
Em 1920, o palácio foi adquirido pela entidade moral Italica Gens, que o dividiu em apartamentos e o arrendou, enquanto uma parte acolheu um colégio gerido por freiras, as quais transformaram a galeria seiscentista do primeiro andar numa capela.
Em 1980 o palácio foi comprado pelo município de Florença, o qual o cedeu, a título de empréstimo, à Universidade de Florença a partir de 1986, com excepção do jardim e de alguns ambientes usados a uma creche ainda existente. Também hospeda o Dipartimento di Tecnologie dell'Architettura e Design "Pierluigi Spadolini" (Departamento de Tecnologia e Arquitectura e Desenho Pierluigi Spadolini").

## Arquitectura

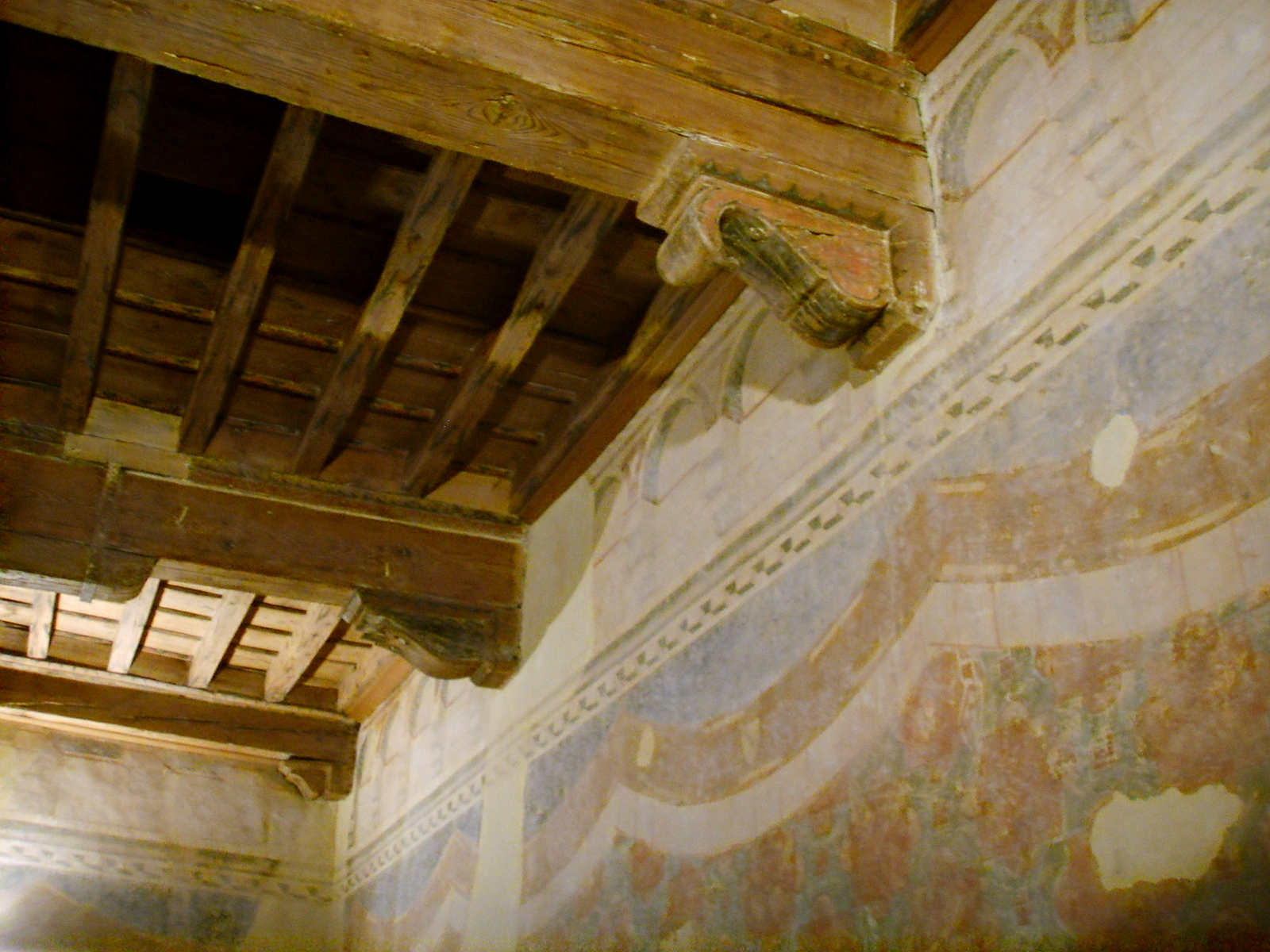
Os afrescos e as traves pintadas do século XIV.

O interior do palácio reflecte a sua história complexa e as numerosantervenções estruturais: escadas interrompidas, portas tapadas e decorações inseridas em contextos completamente alterados.
Não faltam, poré, ambientes de grande valor, como a loggia do jardim e o ballatoio, decorados por afrescos oitocentistas, a escadaria e os ambientes do piano nobile (andar nobre), entre os quais se destaca a galeria, afrescada por Alessandro Gherardini com figuras alegóricas ("Fertildade" e "Abundância") e episódios da "História da Família Médici", em particular ligados à figura da Rainha de França Maria de Médici.
Nos andares superiores foram encontrados vestígios de afrescos do século XIV, com papéis de parede e tecidos pintados, enquanto os tectos possuem sugestivas coberturas com traves pintadas ou com aixotões. Na Sala do ballatoio também foi encontrada uma Madonna con Bambino (Nossa Senhora com o Menino) do século XIV, por um artista não profissional com um simples aspecto de devoção. Também uma grande lareira numa sala vizinha deve remontar ao século XIV.

## Nota
1. ↑  Francesco Lumachi, Firenze, nuova guida illustrata storica-artistica-anedottica della città e dintorni, Florença, Società Editrice Fiorentina, 1929.